# Barretina

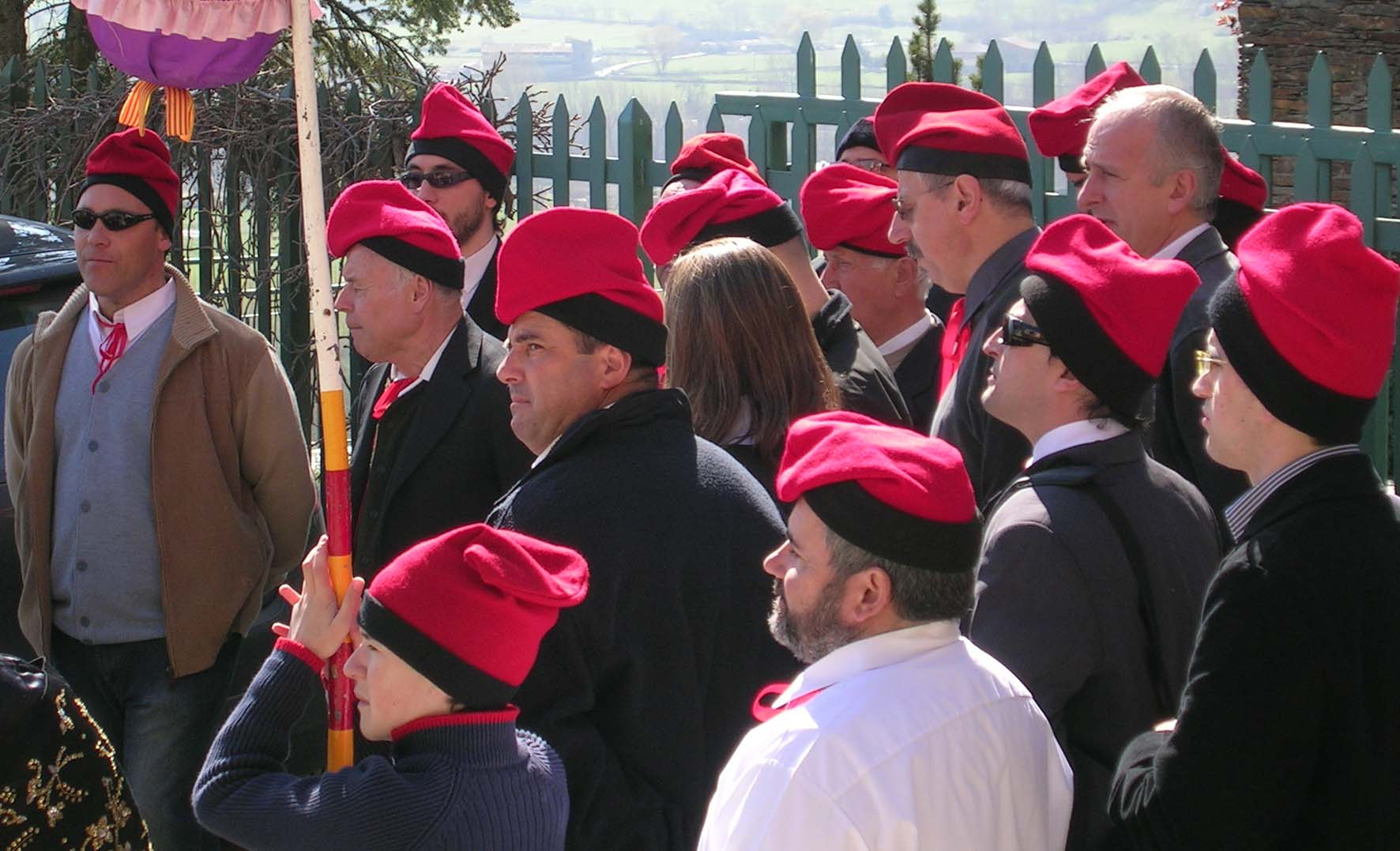
Mannen met barretina

De barretina is een traditioneel Catalaans hoofddeksel voor mannen. Hij is gemaakt van wol en normaliter rood of paars. Soms heeft de barretina zwarte franje aan het uiteinde, wat eerder vaak symbool stond voor matrozen. Ze werden vooral gedragen in christelijke steden en regio's rondom de Middellandse Zee, zoals Catalonië, Valencia, Ibiza, de Provence, Sicilië, Corsica, Sardinië en delen van Napels, de Balkan en Portugal. In Catalonië werd de barretina tot aan het eind van de 19e eeuw gedragen, vooral in plattelandsgebieden.
De barretina is volledig uit het dagelijks leven verdwenen. Men ziet hem echter nog vaak terug als een symbool van de Catalaanse identiteit, zoals bij de kerstfiguur caganer, de tió de Nadal, de bekende Catalaanse sprookjesfiguur Patufet en Jimmy Jump. Ook dragen mannen dit hoofddeksel tijdens de traditionele dans sardana. In de 20e eeuw waren er verscheidene beroemdheden die de barretina droegen, zoals Salvador Dalí. 